# Liste von Seen in Deutschland/T
| Name                          | Stadt/Gemeinde/Landkreis      | Land                   | Fläche in km² |
| ----------------------------- | ----------------------------- | ---------------------- | ------------- |
| Tachinger See                 | Traunstein                    | Bayern                 | 2,36          |
| Tangahnsee                    | Groß Kelle                    | Mecklenburg-Vorpommern | 0,258         |
| Tankumsee                     | Isenbüttel                    | Niedersachsen          | 0,62          |
| Tannensee                     | Kratzeburg                    | Mecklenburg-Vorpommern | 0,33          |
| Taschensee                    | Scharbeutz                    | Schleswig-Holstein     | 0,4           |
| Taubensee                     | Unterwössen/Kössen            | Bayern/Österreich      | 0,03          |
| Tauchowsee                    | Alt Schwerin                  | Mecklenburg-Vorpommern |               |
| Teschendorfer See             | Mecklenburg-Strelitz          | Mecklenburg-Vorpommern | 0,43          |
| Tegeler See                   | Berlin                        | Berlin                 | 3,843         |
| Tegernsee                     | Miesbach                      | Bayern                 | 8,934         |
| Templiner See                 | Potsdam                       | Brandenburg            | 5,11          |
| Tempziner See                 | Blankenberg                   | Mecklenburg-Vorpommern | 1,6           |
| Ternscher See                 | Selm                          | Nordrhein-Westfalen    |               |
| Teterower See                 | Teterow                       | Mecklenburg-Vorpommern | 3,36          |
| Teufelssee                    | Berlin-Grunewald              | Berlin                 | 0,024         |
| Teufelssee                    | Berlin-Köpenick               | Berlin                 | 0,016         |
| Teufelssee                    | Nuthetal                      | Brandenburg            |               |
| Teufensee                     | Niedereschach                 | Baden-Württemberg      | 0,010         |
| Teupitzer See                 | Teupitz                       | Brandenburg            | 5,4           |
| Thülsfelder Stausee           | Friesoythe, Garrel, Molbergen | Niedersachsen          | 1,70          |
| Thürensee                     | Lärz                          | Mecklenburg-Vorpommern | 1,72          |
| Thumsee                       | Berchtesgadener Land          | Bayern                 | 0,138         |
| Tiefer See                    | Friedersdorf                  | Brandenburg            |               |
| Tiefer See                    | Neu Gaarz                     | Mecklenburg-Vorpommern | 0,76          |
| Tiefer Trebbower See          | Neustrelitz                   | Mecklenburg-Vorpommern | 0,41          |
| Tiefer Ziest                  | Lalendorf                     | Mecklenburg-Vorpommern | 0,488         |
| Tiefsee                       | Neverin, Neubrandenburg       | Mecklenburg-Vorpommern |               |
| Tiefwarensee                  | Waren                         | Mecklenburg-Vorpommern | 1,41          |
| Tilessensee                   | Dorsten                       | Nordrhein-Westfalen    |               |
| Tillysee                      | Oldenburg                     | Niedersachsen          | 0,113         |
| Timmeler Meer                 | Aurich                        | Niedersachsen          |               |
| Titisee                       | Titisee-Neustadt              | Baden-Württemberg      | 1,3           |
| Todnitzsee                    | Bestensee                     | Brandenburg            |               |
| Toeppersee                    | Duisburg                      | Nordrhein-Westfalen    | 0,53          |
| Tollensesee                   | Neubrandenburg                | Mecklenburg-Vorpommern | 17,9          |
| Torfmoorsee                   | Hörstel                       | Nordrhein-Westfalen    | 0,48          |
| Torfvennteich                 | Haltern am See                | Nordrhein-Westfalen    |               |
| Torgelower See                | Torgelow am See               | Mecklenburg-Vorpommern | 3,57          |
| Tornower See                  | Teupitz                       | Brandenburg            |               |
| Toter See                     | Mühlenbecker Land             | Brandenburg            |               |
| Trais-Horloffer See           | Hungen, Gießen                | Hessen                 | 0,335         |
| Tralowsee                     | Lärz                          | Mecklenburg-Vorpommern | 1,63          |
| Trammer See                   | bei Plön                      | Schleswig-Holstein     | 1,63          |
| Tramser See                   | Jesendorf                     | Mecklenburg-Vorpommern | 0,26          |
| Trebelsee                     | Ketzin                        | Brandenburg            |               |
| Trebuser See                  | Fürstenwalde/Spree            | Brandenburg            |               |
| Treibsee                      | Bühlerzell                    | Baden-Württemberg      | 0,013         |
| Trenntsee                     | Witzin                        | Mecklenburg-Vorpommern | 1,06          |
| Treptowsee                    | Marnitz                       | Mecklenburg-Vorpommern | 0,60          |
| Tresdorfer See                | bei Plön                      | Schleswig-Holstein     | 1,12          |
| Tressower See                 | Bobitz                        | Mecklenburg-Vorpommern | 0,64          |
| Triensee                      | Murchin                       | Mecklenburg-Vorpommern |               |
| Trinkensee                    | Lärz                          | Mecklenburg-Vorpommern |               |
| Trinkwassertalsperre Frauenau | Regen                         | Bayern                 | 0,94          |
| Trinnensee                    | Ankershagen                   | Mecklenburg-Vorpommern | 0,074         |
| Trüber See                    | Friedersdorf                  | Brandenburg            |               |
| Tüskendörsee                  | Borkum                        | Niedersachsen          |               |
| Tüzer See                     | Kriesow                       | Mecklenburg-Vorpommern | 0,25          |
| Tunisee                       | Freiburg im Breisgau          | Baden-Württemberg      |               |
| Tunxdorfer Waldsee            | Papenburg                     | Niedersachsen          |               |
| Tweelbäker See                | Oldenburg                     | Niedersachsen          | 0,18          |
| Twistesee                     | Wetterburg                    | Hessen                 | 0,76          |